# Mesochorus opacus
Mesochorus opacus är en stekelart som beskrevs av Schwenke 1999. Mesochorus opacus ingår i släktet Mesochorus och familjen brokparasitsteklar. Inga underarter finns listade i Catalogue of Life.